# Denis Jourdanet

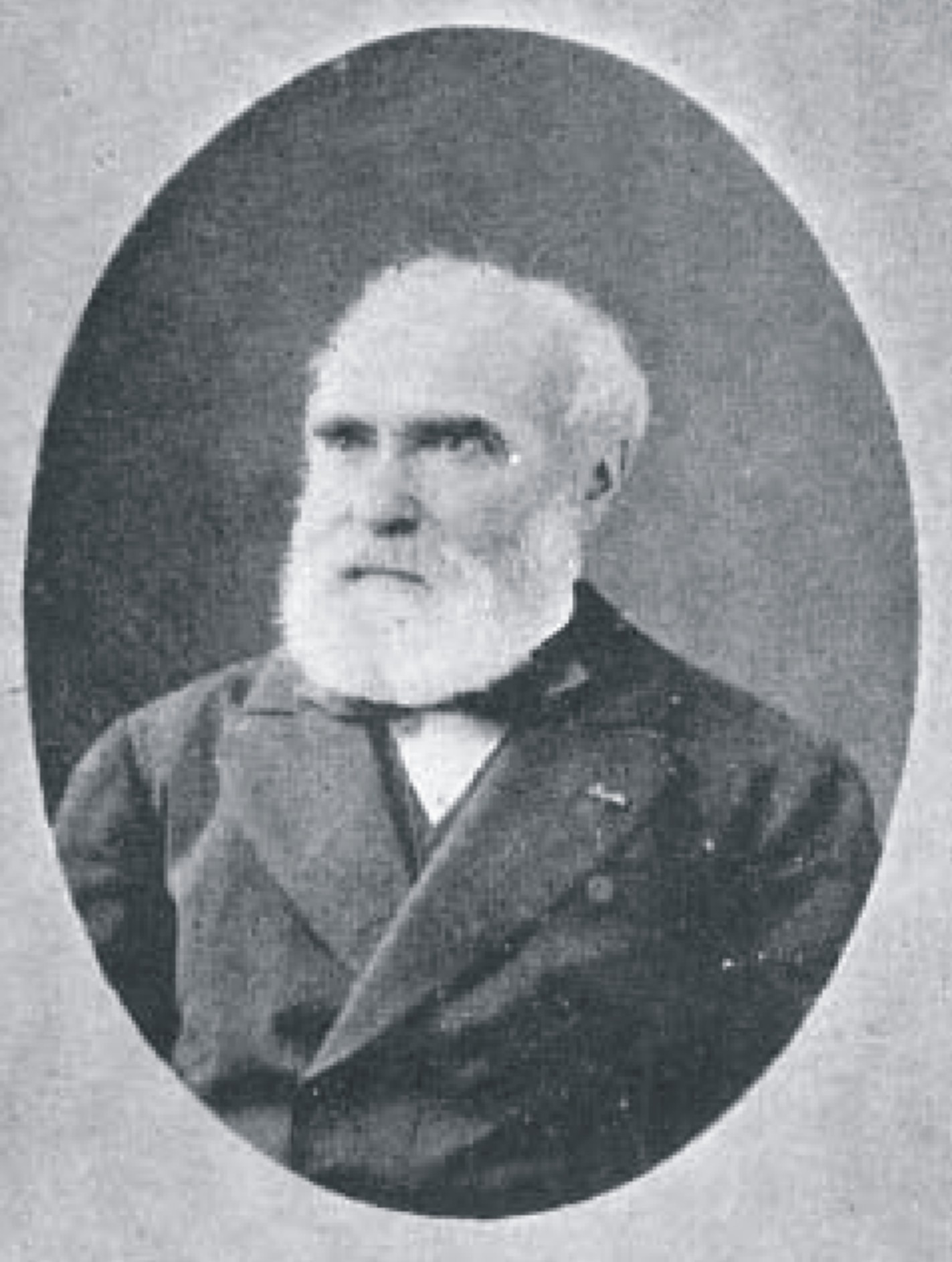
Denis Jourdanet

Denis Jourdanet (* 1. Mai 1815 in Juillan, Département Hautes-Pyrénées; † 6. Mai 1892 in Paris) war ein französischer Arzt und Physiologe.

## Leben
Nachdem er von 1828 bis 1833 das Petit Séminaire de Saint Pé in Bigorre und anschließend das Collège d’Aire besucht hatte, begann Jourdanet ein Medizinstudium in Paris. Ohne Abschluss wanderte er 1842 nach Mexiko aus und ließ sich in Campeche auf der Halbinsel Yucatán nieder. Obwohl er seine medizinische Ausbildung nicht abgeschlossen hatte, eröffnete er hier eine Arztpraxis. Er war so erfolgreich, dass ihm die nötige Approbation nachträglich erteilt wurde. Er heiratete Rita Estrada, die Tochter von José María Gutiérrez de Estrada (1800–1867), der in den 1830er Jahren mexikanischer Außenminister gewesen war. 1846 reiste Jourdanet mit seiner Frau nach Paris und schloss sein Studium an der Sorbonne ab. In seiner Doktorarbeit befasste er sich mit der Prävention und Behandlung des Wundstarrkrampfs. 1848 kehrte das Paar nach Mexiko zurück und nahm seinen Wohnsitz in Puebla in fast 2200 m Höhe, wo das Klima Jourdanets an Tuberkulose leidender Frau zuträglicher war. 1851 zogen sie nach Mexiko-Stadt um. Jourdanet wurde Mitglied der medizinischen Fakultät und erwarb seinen zweiten Doktortitel. Nachdem seine Frau 1859 gestorben war, lebte er von 1860 bis 1864 wieder in Frankreich. 1865 heiratete er mit Juana Beistegui y García, der Tochter des Besitzers einer Silbermine, erneut in eine wohlhabende mexikanische Familie ein. Nach dem Scheitern der Französischen Intervention in Mexiko verließen die Jourdanets das Land und nahmen 1867 eine Wohnung auf den Champs-Elysées in Paris.
Jourdanet hörte auf zu praktizieren und widmete sich nun ganz der medizinischen Forschung. Es entwickelte sich eine enge Zusammenarbeit mit Paul Bert, dem er sein Labor an der Sorbonne finanzierte. Er subventionierte auch die Veröffentlichung von Berts Hauptwerk La pression barométrique: recherches de physiologie expérimentale. In seinen späten Jahren übersetzte Jourdanet zwei Bücher über die Geschichte Mexikos aus dem Spanischen. Er starb 1892 und wurde auf dem Cimetière de Passy beigesetzt.

## Leistung
Jourdanet stellte erstmals eine Verbindung zwischen der herabgesetzten Sauerstoffspannung im Körpergewebe (der sogenannten Hypoxie) und der gleichzeitig verstärkten Produktion von roten Blutkörperchen (den Erythrozyten) auf. Er erkannte, gestützt auf langjährige Erfahrungen und Beobachtungen, dass sowohl die Symptome der Höhenkrankheit als auch die der klassischen Anämie auf Sauerstoffmangel zurückgeführt werden können, verursacht durch den verminderten Luftdruck bzw. durch die reduzierte Anzahl der Erythrozyten. Jourdanet betrieb keine experimentelle Forschung. Den Beweis für die Richtigkeit seiner Theorie erbrachte Bert mithilfe der von Jourdanet finanzierten Unterdruckkammern.
Jourdanets Arbeiten lieferten die Grundlage für die Theorie eines humoralen Faktors, der für die Produktion von Erythrozyten verantwortlich ist. Fast ein Jahrhundert nach Jourdanet wurde dieser Faktor von Allan Jacob Erslev und Eugene Goldwasser als Erythropoetin identifiziert.

## Werke
- Les altitudes de l’Amérique tropicale comparées au niveau des mers, au point de vue de la constitution médicale. Baillière, Paris 1861.
- De l’anémie des altitudes et de l’anémie en général, dans ses rapports avec la pression de l’atmosphère. Baillière, Paris 1863.
- Aérothérapie. Application artificielle de l’air des montagnes au traitement curatif des maladies chroniques. Baillière, Paris 1863.
- Influence de la pression de l’air sur la vie de l’homme. Masson, Paris 1875 (Band 1, Band 2).
- Les syphilitiques de campagne de Fernand Cortez. Médicales Etudes sur la chronique of Bernal Diaz del Castillo, compagnon d’armes of Fernand Cortez. Masson, Paris 1878.